# José María Luis Mora

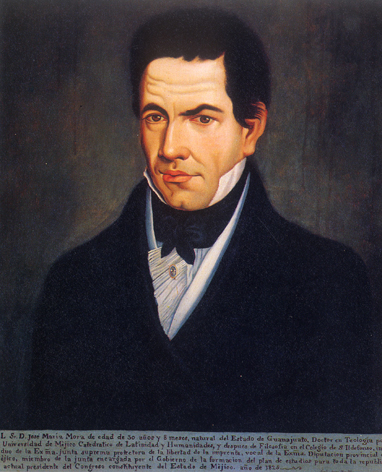
José Maria Luis Mora.

Joseph María Servín de la Mora Díaz Madrid (Chamacuero, 12 oktober 1794 - Parijs, 14 juli 1850) was een Mexicaans priester, journalist en politiek filosoof. Mora geldt als de belangrijkste ideoloog van het 19e-eeuwse liberalisme in Mexico.
Mora was afkomstig uit de staat Guanajuato. Hij studeerde filosofie en theologie aan het College van San Ildefonso en ontving in 1820 zijn doctoraat en wijding tot priester; hij zou echter nooit daadwerkelijk als priester actief zijn. Na de proclamatie van de republiek in Mexico in 1824 was hij een van de opstellers van de grondwet van de deelstaat Mexico en nam zitting in het staatscongres.
Zijn belangrijkste geschriften stammen uit de jaren 20. Dr. Mora's voornaamste bronnen van inspiratie waren John Locke, Benjamin Constant en Gaspar Melchor de Jovellanos. Hij was voorstander van een republikeins systeem maar verzette zich tegen het principe van volkssoevereiniteit, dat volgens hem tot de bloedige excessen van de Franse Revolutie had geleid. In plaats daarvan was hij voorstander van een constitutionalistisch systeem, waarbij de belangrijkste vrijheden werden beschermd tegen zowel de regering als de willekeur van de massa. Mora was een tegenstander van alle vormen van demagogie maar zag de opstand van Miguel Hidalgo die in 1810 de Mexicaanse Onafhankelijkheidsoorlog inleidde als een noodzakelijk kwaad. Hij bekritiseerde de Mexicaanse grondwet van 1824 als te onsamenhangend en vanwege het ontbreken van godsdienstvrijheid.
Hoewel een liberaal botsten zijn ideeën dikwijls met die van andere liberalen. Met Lorenzo de Zavala had hij onenigheid over de mate van federalisme en de opname van volkssoevereiniteit in de grondwet, hij verzette zich tegen het uitzetten van de Spanjaarden uit Mexico en hekelde de voortdurende agitatie van de vrijmetselaarsloges, zowel de liberale yorkinos als de conservatieve escoceses. Hij was een tegenstander van de populistische Vicente Guerrero die in 1829 aan de macht kwam, en steunde dan ook de staatsgreep van Anastasio Bustamante. Toen Bustamante zich echter ontpopte tot een militair dictator kwam Mora daar snel op terug.
Vanwege de voortdurende politieke onrust raakte Mora gedesillusioneerd met het constitutionalisme en richtte daarom steeds meer zijn pijlen op het afbreken van de bevoorrechte positie van de kerk en het leger. Zowel om fiscale als ideologische redenen was hij voorstander van het onteigenen van de bezittingen van de Rooms-Katholieke Kerk, die destijds een zeer groot deel van de gronden in handen had maar dat nauwelijks benutte. Mora wilde verder de bevoorrechte positie van de Kerk uit de grondwet schrappen, daar volgens hem de kerk onderworpen moet zijn aan de staat in plaats van andersom, streefde naar godsdienstvrijheid en seculier onderwijs. Mora steunde dan ook Valentín Gómez Farías die in 1833 aan de macht kwam en een dergelijk hervormingsprogramma poogde door te voeren. Gómez Farías belastte Mora met de hervormingen van het onderwijs, en Mora opende de eerste seculiere school in Mexico-Stad. Conservatieven en het leger, geleid door Antonio López de Santa Anna, verzetten zich echter tegen Gómez Farías' hervormingsprogramma en dwongen hem begin 1834 tot aftreden. Gómez Farías en Mora verlieten het land
Mora ging in Frankrijk wonen maar bleef de politieke gebeurtenissen in zijn thuisland becommentariëren. In 1844 benoemde president José Joaquín de Herrera hem tot ambassadeur in het Verenigd Koninkrijk. In 1846 werd hij door de opnieuw president geworden Gómez Farías uitgenodigd terug te keren naar Mexico, wat werd verhinderd door de pas uitgebroken Mexicaans-Amerikaanse Oorlog. Die oorlog was een zware schok voor Mora, die juist altijd een bewonderaar was geweest van het politieke systeem van de Verenigde Staten. Ook na de oorlog kon Mora wegens gezondheidsredenen niet terugkeren. Hij overleed op de Franse nationale feestdag in 1850 in Parijs. Zijn ideeën zouden later navolging vinden onder de generatie liberale politici die tijdens de Reforma het aanzien van Mexico ingrijpend veranderden.
- Biblioteca Nacional de España: XX1001773
- Bibliothèque nationale de France: cb121460764 (data)
- CiNii: DA06560551
- Gemeinsame Normdatei: 131576194
- International Standard Name Identifier: 0000 0001 2133 5000
- Library of Congress Control Number: n81119275
- Nationale Bibliotheek van Israël: 987007280643005171
- Nederlandse Thesaurus van Auteursnamen: 070814074
- Système universitaire de documentation: 029942306
- Trove: 1162004
- Virtual International Authority File: 54185124
- WorldCat: E39PBJxrQ6D499bRdTgqXkPG73